# Chris Lowell
Christopher Lowell (Atlanta, 17 ottobre 1984) è un attore statunitense.

## Biografia
Ha frequentato l'Atlanta International School dove ha cominciato ad interessarsi al teatro e alla produzione cinematografica. Nel 2004 ha lavorato nella serie televisiva della ABC Life as We Know It, che venne però cancellata dopo soli 13 episodi. Oltre ad un ruolo nel film You Are Here nel 2006, ottenne il ruolo di Piz nella terza stagione di Veronica Mars. Appare inoltre nel film Graduation e ha ricoperto un ruolo minore nella serie televisiva Private Practice. Il pilot della serie è andato in onda negli Stati Uniti il 3 maggio come episodio di Grey's Anatomy. Nel maggio 2021 è stato scelto per la serie spinoff How I Met Your Father. La serie ha debuttato il 18 gennaio 2022. Il 15 febbraio 2022 Hulu ha rinnovato la serie per una seconda stagione di 20 episodi.

## Filmografia

### Cinema
- You Are Here, regia di Henry Pincus (2007)
- Graduation, regia di Michael Mayer (2007)
- Tra le nuvole (Up in the Air), regia di Jason Reitman (2009)
- The Help, regia di Tate Taylor (2011)
- Love and Honor, regia di Danny Mooney (2013)
- Brightest Star, regia di Maggie Kiley (2013)
- Veronica Mars - Il film (Veronica Mars), regia di Rob Thomas (2014)
- Una donna promettente (Promising Young Woman), regia di Emerald Fennell (2020)
- Breaking News a Yuba County (Breaking News in Yuba County), regia di Tate Taylor (2021)
- My Best Friend's Exorcism, regia di Damon Thomas (2022)
- Perpetrator, regia di Jennifer Reeder (2023)

### Televisione
- Life as We Know It – serie TV, 13 episodi (2004-2005)
- Veronica Mars – serie TV, 20 episodi (2006-2007)
- Grey's Anatomy – serie TV, episodi 3x22-3x23 (2007)
- Private Practice – serie TV, 54 episodi (2007-2010)
- Enlisted – serie TV, 13 episodi (2014)
- Play It Again, Dick – serie web, episodi 1x01-1x02-1x08 (2014)
- Graves – serie TV (2016-2018)
- GLOW – serie TV (2017-2019)
- Inventing Anna - serie TV, 2 episodi (2022)
- Roar - serie TV, episodio 1x06 (2022)
- How I Met Your Father - serie TV, 30 episodi (2022-2023)

## Doppiatori italiani
Nelle versioni in lingua italiana dei suoi lavori, Chris Lowell è stato doppiato da:
- Francesco Venditti in Grey's Anatomy, Private Practice, How I Met Your Father
- David Chevalier in Veronica Mars, Veronica Mars - Il film
- Gabriele Sabatini in The Help
- Alessandro Tiberi in Life As We Know It
- Francesco Pezzulli in Graves
- Flavio Aquilone in GLOW
- Raffaele Carpentieri in Una donna promettente